# Йона Маркова
Йона Маркова – „жената с войнишки шинел“, взела участие в Сръбско-българската война, 1885 г.

## Биография
Йона (Йонка) Маркова е родена през 1855 г. в с. Бойница, Видинско
Нещастна от първия си брак, тя напуска съпруга си. По-късно се омъжва повторно и споделя войнишката съдба на новия си избраник по време на Сръбско-българската война. Под името Иван Марков тя постъпва като доброволец в армията. Зачислена е най-напред в съставената във Видин на 7 – 8 септември 1885 г. Втора Видинска доброволческа част, предвождана от Димитър Ганчев от Видин. Този факт впечатлява съвременниците, сред които е и военният деец и историк Йордан Венедиков (1871 – 1957), който ще напише: „...доброволци от разни градове вече се бяха упътили към София. Видинският комитет бе един от първите в това отношение. Той бе стъкмил чета от 125 души, между които имаше черногорци и други славяни. Между тях беше и прочутата по своята войнственост жена Иванка.“. На 10 септември тази чета потегля с кораб от Видин за Лом, а от там пеша за София, където се включва в състава на 2-ра Софийска опълченска поборническа дружина (сформирана на 21 септември 1885 г. в София) под командването на кап. Кавалов. Йона взема участие в боевете при Трън, Сливница, Цариброд и Пирот.
За бойните заслуги лично главнокомандващият княз Александър Батенберг я награждава с орден „За храброст“ ІV степен, с думите „Ти показа на какви подвизи е способна българката, вдъхновена от любов към Отечеството. Нека примерът ти бъде винаги жив!“
По-късно получава и сребърен медал за участие в Сръбско-българската война (учреден с Указ №29 на княз Александър Батенберг от 19 февруари 1886 г.). Участва в Илинденско-Преображенското въстание от 1903 година.
Йона Маркова се включва и в Балканската война, където се отличава в боевете при Одрин. За дългогодишната си военна служба тя получава и втори орден „За храброст“.
След войните живее в София. Една от първите жени, осмелили се да носят панталон по улиците на София.
Умира през 1923 г. на 68-годишна възраст. Погребана е с почести и военна музика.
Както в Бойница, така и във Видин има улица, носеща нейното име.